# Botanophila spiniventris
Botanophila spiniventris este o specie de muște din genul Botanophila, familia Anthomyiidae. A fost descrisă pentru prima dată de Daniel William Coquillett în anul 1900. Conform Catalogue of Life specia Botanophila spiniventris nu are subspecii cunoscute.